# 味方村

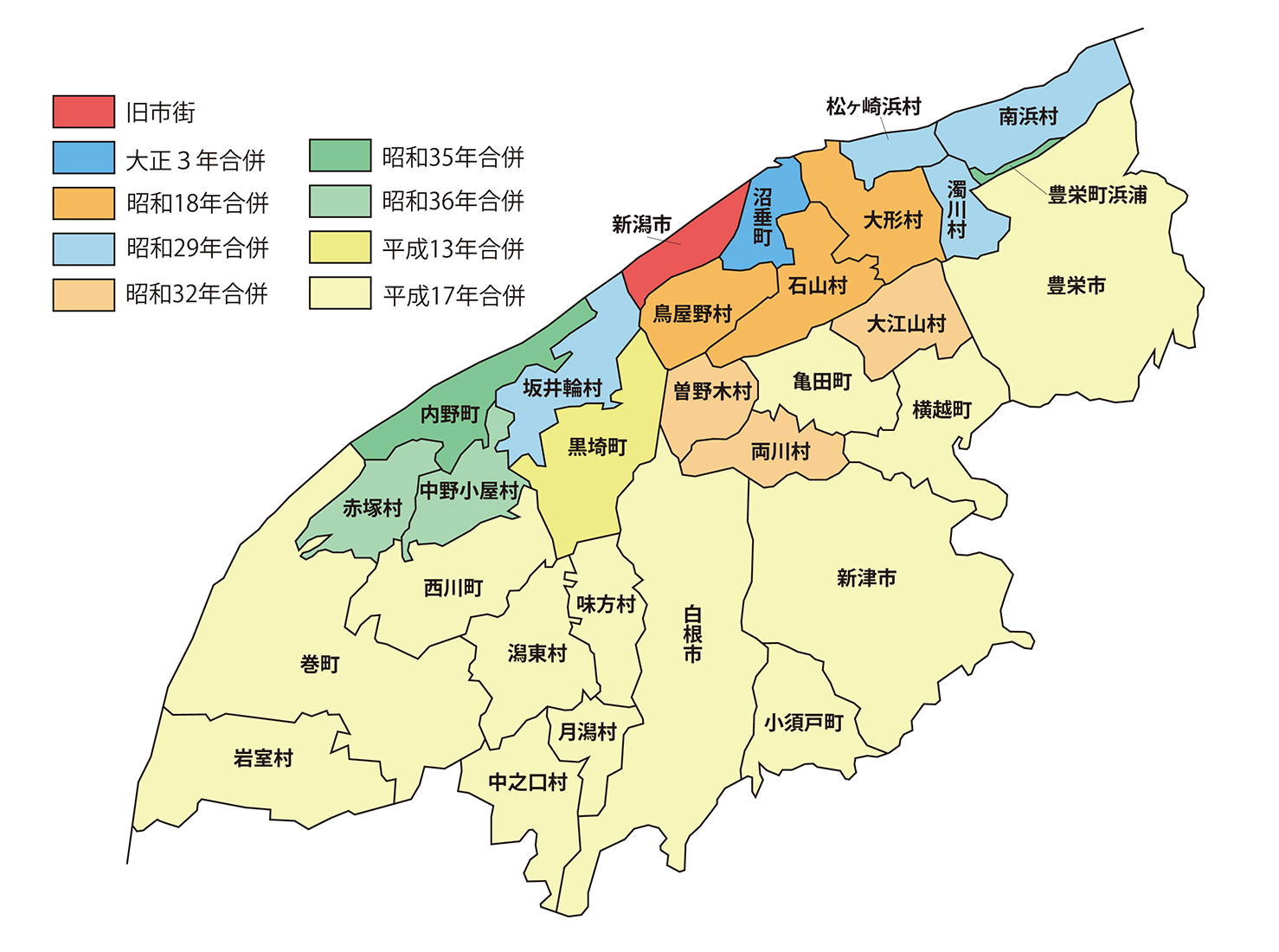
新潟市の合併市町村

味方村（あじかたむら）は、新潟県西蒲原郡に属した村。2005年3月21日の新潟市への編入合併によって消滅し、現在は新潟市の政令指定都市移行により大部分が南区の一部となっており、大字味方の一部（潟東村への飛地）が西蒲区の一部となっている。
以下の記述は合併直前当時の旧味方村に関しての記述であり、現在では名称等が異なる場合がある。なお、ここに記述されていない内容に関しては南区 (新潟市)#味方地区などの記事を参照。
白根市への通勤率は18.6%・新潟市（旧西蒲原郡黒埼町を除く）への通勤率は16.8%（いずれも平成12年国勢調査）。

## 概要
大きな市街地はなく、中ノ口川左岸側に沿うように南北に集落が形成されている。

## 歴史
- 1885年（明治18年）2月27日 - 味方村と味方新田が合併し、味方村となる。
- 1889年（明治22年）4月1日 - 町村制施行にともなう合併により、七穂村が発足。味方村、白根村は合併せず独立のままであった。

| 七穂村 | 吉江村、吉田新田、山王村、山王新田、大倉村、大倉新田、居宿村 |

- 1901年（明治34年）11月1日 - 味方村、七穂村、白根村が合併し味方村となる。

### 市町村合併
- 2005年3月21日、新潟市に編入合併した。
  - 詳細は新潟市の行政区域の変遷を参照。

## 地域
味方（あじかた）
1889年（明治22年）まであった味方村の区域。現在の新潟市南区味方。

## 交通

### 道路
- 国道460号
- 新潟県道66号白根西川巻線
- 新潟県道325号黒埼新飯田線

### 鉄道
上越新幹線が村内を通るが、駅は設置されていない。
1999年（平成11年）までは新潟交通電車線が村内を通っており、以下の駅が設置されていた。
七穂駅 - 吉江駅 - 味方中学前駅 - 味方駅 - 白根駅 - 千日駅

## 観光

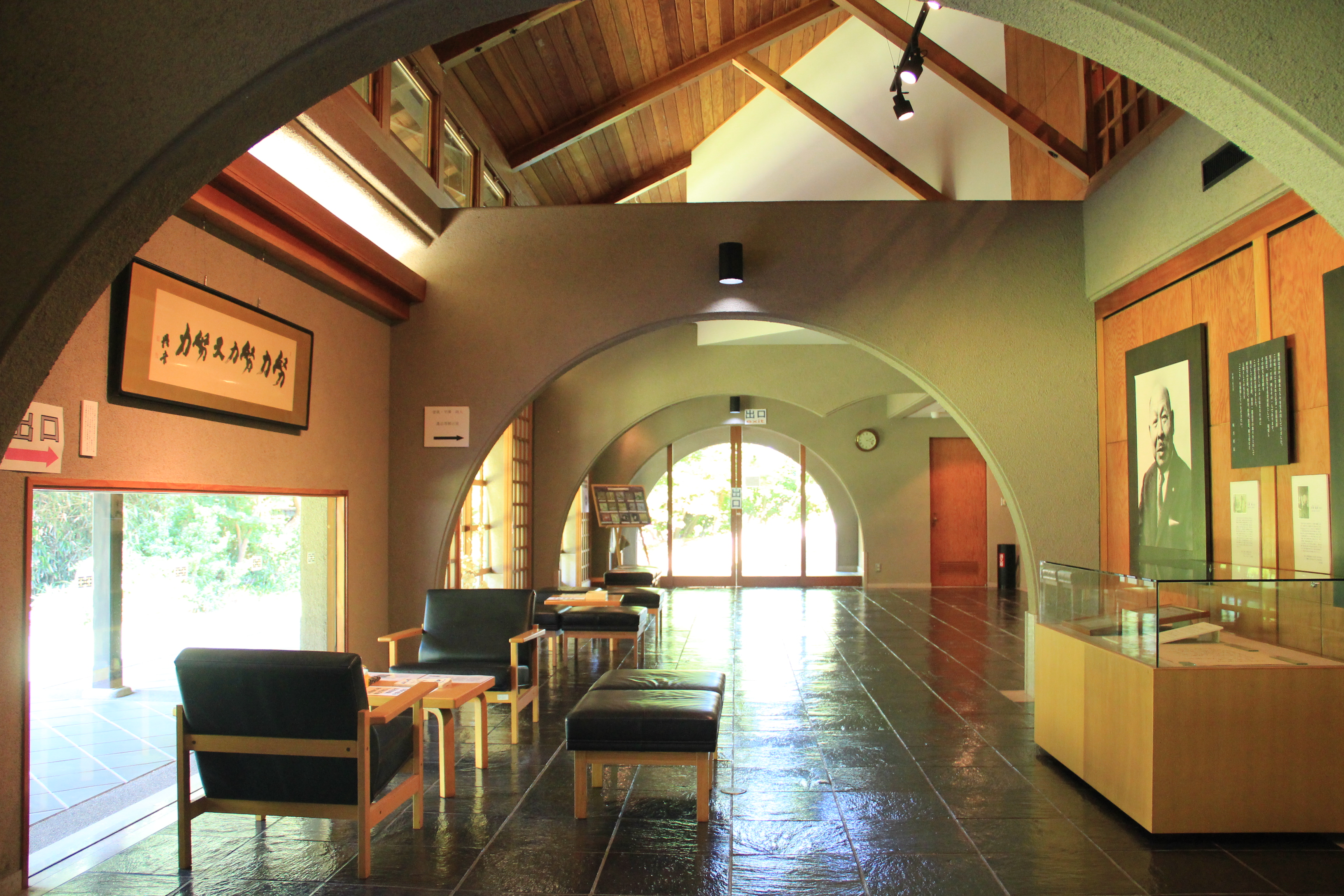
曽我・平澤記念館

- 旧笹川家住宅
  - 曽我・平澤記念館 -  1991年（平成3年）10月オープン[2]。
- 白根大凧合戦

## 主な出身者
- 曽我量深 - 味方村名誉村民
- 平澤興 - 味方村名誉村民
- 安城欽寿 - 京セラ第2代社長